# بيل بي-59 ايراكومت
بيل بي-59 ايراكومت طائرة المقاتلة مزدوجة محركات، الأولى من نوعه في الولايات المتحدة الأمريكية، صممتها وبناتها بيل للطائرات خلال الحرب العالمية الثانية. لم يهتم جيش الولايات المتحدة القوات الجوية من أدائها وإلغاء عقد طلب الإنتاج مع شركة التصنيع بعد تصنيع أقل من نصف الطائرات. على الرغم من عدم دخولها للحرب لكن ومهدت الطريق ل تصميم جيل آخر من الطائرات الأمريكية التي تعمل بالطاقة النفاثة .

## الروابط الخارجية
- Original XP-59A prototype at National Air and Space Museum نسخة محفوظة 1 أبريل 2012 على موقع واي باك مشين.
- The P-59A at March Field Air Museum
- The P-59B at the National Museum of the USAF

1. ↑  "معلومات عن بيل بي-59 ايراكومت على موقع id.loc.gov". id.loc.gov. مؤرشف من الأصل في 2019-12-14.
2. ↑  "معلومات عن بيل بي-59 ايراكومت على موقع d-nb.info". d-nb.info. مؤرشف من الأصل في 2019-12-14.
3. ↑  "معلومات عن بيل بي-59 ايراكومت على موقع britannica.com". britannica.com. مؤرشف من الأصل في 2019-09-07.